# Cupa României 1985-1986
Ediția 1985-1986 a fost a 48-a ediție a Cupei României la fotbal. A fost câștigată de Dinamo București, care a învins-o în finală pe Steaua București cu scorul de 1-0.

## Desfășurare
Toate meciurile de după faza șaisprezecimilor, exceptând finala (care a avut loc în București), s-au jucat pe teren neutru. În șaisprezecimi au participat 32 de echipe, din care făceau parte și cele din Divizia A. Dacă după 90 de minute scorul era egal se jucau două reprize de prelungiri a câte 15 minute. Dacă după prelungiri scorul era tot egal, soarta calificării se decidea la loviturile de departajare. 

## Șaisprezecimi
| Data             | Echipă gazdă                    |   | Echipă oaspete     | Rezultat   |
| ---------------- | ------------------------------- | - | ------------------ | ---------- |
| 4 decembrie 1985 | Minerul Baraolt                 | – | Rapid              | 0:3        |
|                  | Minerul Băiuț                   | – | Steaua București   | 1:8        |
|                  | Gloria Bistrița                 | – | FC Bihor           | 2:1        |
|                  | Metalul Bocșa                   | – | FCM Brașov         | 1:0        |
|                  | Argeș Pitești                   | – | U Cluj             | 6:7 (pen.) |
|                  | Progresul București             | – | SC Bacău           | 2:0        |
|                  | Sportul Muncitoresc Caracal     | – | Petrolul Ploiești  | 2:3 (d.p.) |
|                  | Explorări Câmpulung Moldovenesc | – | Victoria           | 1:0        |
|                  | U Craiova                       | – | ASA Tîrgu Mureș    | 1:0        |
|                  | Focșani                         | – | Chimia R Vâlcea    | 1:2        |
|                  | Oțelul                          | – | Sportul Studențesc | 4:1 (d.p.) |
|                  | ACB Ineu                        | – | Scornicești        | 0:3        |
|                  | Jiul Petroșani                  | – | Corvinul           | 3:1        |
|                  | Ceahlăul                        | – | Gloria Buzău       | 2:0        |
|                  | Șoimii Sibiu                    | – | Poli Timișoara     | 3:0        |
|                  | CS Târgoviște                   | – | Dinamo             | 0:2        |

## Optimi
| Data              | Oraș           | Echipă gazdă        |   | Echipă oaspete    | Rezultat   |
| ----------------- | -------------- | ------------------- | - | ----------------- | ---------- |
| 22 februarie 1986 | Alba Iulia     | Dinamo              | – | U Cluj            | 3:1        |
|                   | Brăila         | Chimia R Vâlcea     | – | Ceahlăul          | 4:3 (pen.) |
|                   | Caransebeș     | Jiul Petroșani      | – | Metalul Bocșa     | 1:0        |
|                   | Râmnicu Vâlcea | U Craiova           | – | Șoimii Sibiu      | 5:1        |
|                   | Sibiu          | Progresul București | – | Scornicești       | 4:3 (d.p.) |
|                   | Suceava        | Oțelul              | – | Gloria Bistrița   | 2:1        |
|                   | Târgoviște     | Victoria            | – | Petrolul Ploiești | 1:0 (d.p.) |
| 26 februarie 1986 | Brașov         | Steaua București    | – | Rapid             | 4:2        |

## Sferturi
| Data        | Oraș          | Echipă gazdă     |   | Echipă oaspete      | Rezultat   |
| ----------- | ------------- | ---------------- | - | ------------------- | ---------- |
| 14 mai 1986 | Alba Iulia    | Jiul Petroșani   | – | Chimia R Vâlcea     | 2:1        |
|             | Pitești       | Dinamo           | – | U Craiova           | 4:2 (pen.) |
|             | Râmnicu Sărat | Victoria         | – | Oțelul              | 1:0        |
| 15 mai 1986 | București     | Steaua București | – | Progresul București | 5:1        |

## Semifinale
| Data           | Oraș      | Echipă gazdă   |   | Echipă oaspete   | Rezultat |
| -------------- | --------- | -------------- | - | ---------------- | -------- |
| 21. iunie 1986 | București | Dinamo         | – | Victoria         | 4:2      |
|                | Petroșani | Jiul Petroșani | – | Steaua București | 1:2      |

## Finala
| 25 iunie 1986 18:00 | Dinamo               | 1 – 0 | Steaua București | Stadionul 23 August, București Spectatori: 40.000 Arbitru: Radu Petrescu (Brașov) |
| 25 iunie 1986 18:00 | Marian Damaschin 71' |       |                  | Stadionul 23 August, București Spectatori: 40.000 Arbitru: Radu Petrescu (Brașov) |

| DINAMO:        |                   |     |     |
|                |                   |     |     |
| P              | Dumitru Moraru    |     |     |
| F              | Ioan Varga        |     |     |
| F              | Alexandru Nicolae |     |     |
| F              | Lică Movilă       |     |     |
| F              | Nelu Stănescu     | 46' |     |
| M              | Mircea Rednic     |     |     |
| M              | Marin Dragnea     |     |     |
| M              | Ioan Andone       |     |     |
| A              | Alexandru Suciu   |     |     |
| A              | Marian Damaschin  |     |     |
| A              | Costel Orac       |     |     |
| Înlocuiri:     |                   |     |     |
| F              | Iulian Mihăescu   | 46' | 89' |
| F              | Nistor Văidean    | 89' |     |
| Antrenor:      |                   |     |     |
| Mircea Lucescu |                   |     |     |

| STEAUA:      |                    |     |
|              |                    |     |
| P            | Helmut Duckadam    |     |
| F            | Ștefan Iovan       |     |
| F            | Adrian Bumbescu    |     |
| F            | Miodrag Belodedici |     |
| F            | Ilie Bărbulescu    |     |
| M            | Gavril Balint      |     |
| M            | Tudorel Stoica     |     |
| M            | Ladislau Bölöni    |     |
| M            | Mihail Majearu     | 75' |
| A            | Victor Pițurcă     |     |
| A            | Marius Lăcătuș     |     |
| Înlocuiri:   |                    |     |
| M            | Lucian Bălan       | 75' |
| Antrenor:    |                    |     |
| Emeric Ienei |                    |     |